# Leroy (Wisconsin)
Leroy – miasto w Stanach Zjednoczonych, w stanie Wisconsin, w hrabstwie Dodge.